# Stefania Constantini
Stefania Constantini (ur. 15 kwietnia 1999 w Pieve di Cadore) – włoska curlerka, złota medalistka olimpijska z Pekinu w 2022 roku.
Constantini mieszka w Cortinie d'Ampezzo. W curling zaczęła grać w wieku 8 lat. W 2020 roku brała udział w mistrzostwach świata kobiet jako trzecia i wiceskip w drużynie Veroniki Zappone. W 2021 roku była skipem reprezentacji Włoch.
W 2022 roku reprezentowała Włochy na Zimowych Igrzyskach Olimpijskich w Pekinie w parach mieszanych z Amosem Mosanerem. Para nie przegrała żadnego meczu, w finale pokonując reprezentację Norwegii i zdobywając złoty medal.

## Drużyna
Podczas mistrzostw świata w 2021 roku Constantini reprezentowała Włochy z drużyną:
1. Stefania Constantini (czwarta, skip)
2. Marta Lo Deserto (trzecia, wiceskip)
3. Angela Romei (druga)
4. Giulia Zardini Lacedelli (pierwsza)
5. Elena Dami (rezerwowa)